# Creixell
Creixell es un municipio de Cataluña, España. Perteneciente a la provincia de Tarragona, en la comarca del Tarragonés. Según datos de 2024 su población era de 4.190 habitantes. Se ha convertido en una localidad turística y su término municipal incluye un total de 11 urbanizaciones.

## Geografía
Integrado en la comarca del Tarragonés, se sitúa a 21 kilómetros de la capital provincial. El término municipal está atravesado por la Autopista del Mediterráneo (AP-7) y por la carretera nacional N-340, entre los pK 1180 y 1181. El relieve del municipio está definido por el litoral de la Costa Dorada entre Roda de Bará y Torredembarra, y por la llanura prelitoral típica de la comarca. En el extremo septentrional se alza una zona montuosa que supera los 300 metros de altitud y que hace de límite con la comarca del Bajo Panadés. El pueblo se alza a 48 metros sobre el nivel del mar. 
| Noroeste: Puebla de Montornés | Norte: Bonastre       | Noreste: Roda de Bará     |
| Oeste: Puebla de Montornés    |                       | Este: Roda de Bará        |
| Suroeste: Torredembarra       | Sur: Mar Mediterráneo | Sureste: Mar Mediterráneo |

## Historia
Los restos más antiguos encontrados en el municipio, son los de una villa romana de los siglos II y III, en la zona de Clota, entre la carretera nacional y la playa, también en las aguas del litoral del municipio de Creixell han aparecido restos de cerámica romana: ánforas, algunas enteras, anclas de plomo y de piedra y otros utensilios.
Las primeras noticias documentadas las encontramos a mitad del siglo XI, cuando es llamado el lugar de las Morisques, perteneciendo al actual término de Creixell, y de Creixell propiamente dicho hay referencias de final de siglo. Posteriormente sale varias veces nombrado en documentos de donación y venta, le fue concedida acta de población el 22 de marzo de 1190 por el obispo de Barcelona, Ramón de Castellber. El origen del nombre está en el pueblo del Alto Ampurdán llamado Creixell, a este otro se lo llamó Creixell de Mar y dependía de los señores de Creixell que habían ayudado al rey de Aragón en su contienda con los Sarracenos. La baronía de Creixell pasa a los Sagarriga en el siglo XIV.
En el fogaje de 1365-1370 se nombra Creixell como propiedad del prior del monasterio de San Pedro de Caserras de la comarca de Osona. Aunque parece ser que la señoría debía ser compartida, ya que en el año 1381 el Infante Joan vende la jurisdicción de los castillos de Creixell, Roda y Bará al monasterio de Caserras, que desde entonces tendrá pleno dominio, exceptuando Creixell, como el sitio de máxima jerarquía.
En el siglo XVI, los pueblos de Tarragona se caracterizan, por la gran vitalidad de la Comuna del Campo, pero en contrapartida hubo continuos ataques de los piratas a los pueblos cercanos, y las pestes que asolaban los pueblos. Se ha de destacar de este periodo la masiva entrada de franceses, hecho que suponía para el pueblo un aumento demográfico notable. En 1572 tuvo lugar el cambio de señorío de Creixell, que pasó a manos de la Compañía de Jesús, al juntarse el Priorato de Caserras, con los jesuitas, los cuales promulgaron en el año 1646, las Ordenanzas de Creixell, estos fueron expulsados en 1767.

## Geografía humana

### Demografía
Cuenta con una población de 4190 habitantes (INE 2024).
| Gráfica de evolución demográfica de Creixell entre 1842 y 2021                                                        |
| |
| Población de derecho según los censos de población del INE. Población de hecho según los censos de población del INE. |

El primer gran salto demográfico se encuentra en el s. XIX cuando se empezó a cultivar vino y derivados y a comercializarse con América directamente. Se pasó de los 261 habitantes del año 1717 a los 808 habitantes en el año 1857. La filoxera y el fin del comercio con América hizo retroceder la economía y la población, que casi todo el s.XX no superó los 400 habitantes. el segundo salto demográfico se produce a finales del s. XX por el impulso del turismo, las segundas residencias y la mejora de las comunicaciones con Tarragona y Barcelona.

### Economía
La agricultura fue la principal ocupación de los habitantes de Creixell hasta los años 60. Pero a partir de entonces, esta actividad ha ido en descenso, (en el año 1981, solo 13 personas, declaraban ocupación agrícola). Actualmente los cultivos más rentables son los obtenidos en terrenos de regadío (21 ha), donde se cultivan sobre todo hortalizas. Los cultivos de secano están en regresión, aunque el algarrobo mantiene su preponderancia, ya que constituye la materia prima en numerosas aplicaciones industriales. Las actividades ganaderas, pesqueras e industriales, actualmente, son casi inexistentes.
El turismo constituye, a partir de los años 60, la actividad básica de Creixell. Urbanizaciones, cámpines y apartamentos han modificado la estructura del pueblo, tanto externamente, como en la forma de vida. Se ha de destacar que el turismo de Creixell es básicamente interno y de fin de semana, esto no lo limita solamente a la época de verano, sino que lo encontramos en cualquier época del año.
Además de las urbanizaciones, Creixell cuenta con cinco cámpines con más de 5.000 plazas.

## Administración y política
| Partido político                           | 2019       | 2019 | 2019 |
| Partido político                           | Concejales |      |      |
| JxCat                                      | 3          |      |      |
| Partit dels Socialistes de Catalunya (PSC) | 3          |      |      |
| Esquerra Republicana de Catalunya (ERC)    | 2          |      |      |
| Partido Popular (PP) - Units per Creixell  | 2          |      |      |
| Federació d'Independents de Catalunya      | 1          |      |      |

| Partido político                                                         | 2011  | 2011       | 2011 |
| Partido político                                                         | %     | Concejales |      |
| Partido Popular (PP) - Units per Creixell                                | 25,3  | 3          |      |
| Convergència i Unió (CiU)                                                | 22,6  | 3          |      |
| Partit dels Socialistes de Catalunya (PSC)                               | 14,98 | 2          |      |
| Esquerra Republicana de Catalunya (ERC)                                  | 14,24 | 1          |      |
| Iniciativa per Catalunya Verds - Esquerra Unida i Alternativa (ICV-EUiA) | 12,75 | 1          |      |
| Conesa per Creixell - Federació d'Independents de Catalunya              | 7,22  | 1          |      |

## Cultura

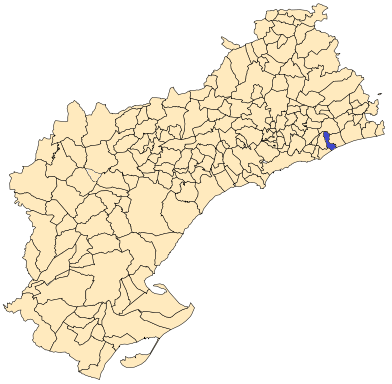
Situación en la provincia de Tarragona

La iglesia parroquial está dedicada a San Jaime. Su construcción se inició en 1559 por orden del arzobispo de Tarragona. Es de estilo gótico con algunos elementos barrocos. En su interior se conservan unas pinturas murales del siglo XVII en las que aparecen Santa Tecla y Santa Lucía. Destaca también la cripta de 1663. El campanario se construyó con posterioridad, en 1771. Fue reformado en 1917 por Josep Maria Jujol. Se le añadieron cuatro estatuas de 3 metros de altura y una cúpula.
El castillo de Creixell es de planta irregular y en su interior tiene un patio descubierto. Aunque la base del edificio es de la Edad Media, la mayor parte de la construcción corresponde a las reformas realizadas en el siglo XVII. Se conservan también algunas torres de defensa que formaban parte de la muralla que rodeaba la ciudad.
En el casco antiguo, concretamente en la plaza del abad Escarré, pueden verse los restos de una antigua villa romana del siglo I.
Se celebra la Fiesta Mayor pequeña el día 25 de julio, por San Jaime, y la Fiesta Mayor Grande el tercer domingo de septiembre, en honor al Santísimo Sacramento. También se conoce a esta fiesta por la Minerva, nombre que viene de la Cofradía homónima.